# Кукулы
Кукулы́ (укр. Кукули) — село на Украине, находится в Студенянской сельской общине Винницкой области.
Код КОАТУУ — 0523281601. Население по переписи 2001 года составляет 895 человек. Почтовый индекс — 24713. Телефонный код — 4349.
Занимает площадь 2,777 км².

## Религия
В селе действует Свято-Михайловский храм Песчанского благочиния Могилёв-Подольской епархии Украинской православной церкви.